# Drosophila paucitarsus
Drosophila paucitarsus är en tvåvingeart som beskrevs av Elmo Hardy och Kenneth Y. Kaneshiro 1979. Drosophila paucitarsus ingår i släktet Drosophila och familjen daggflugor.
Artens utbredningsområde är Hawaii.